# Papilio pelaus
Papilio pelaus är en fjärilsart som beskrevs av Fabricius 1775. Papilio pelaus ingår i släktet Papilio och familjen riddarfjärilar.
Artens utbredningsområde är Kuba. Inga underarter finns listade i Catalogue of Life.

## Bildgalleri

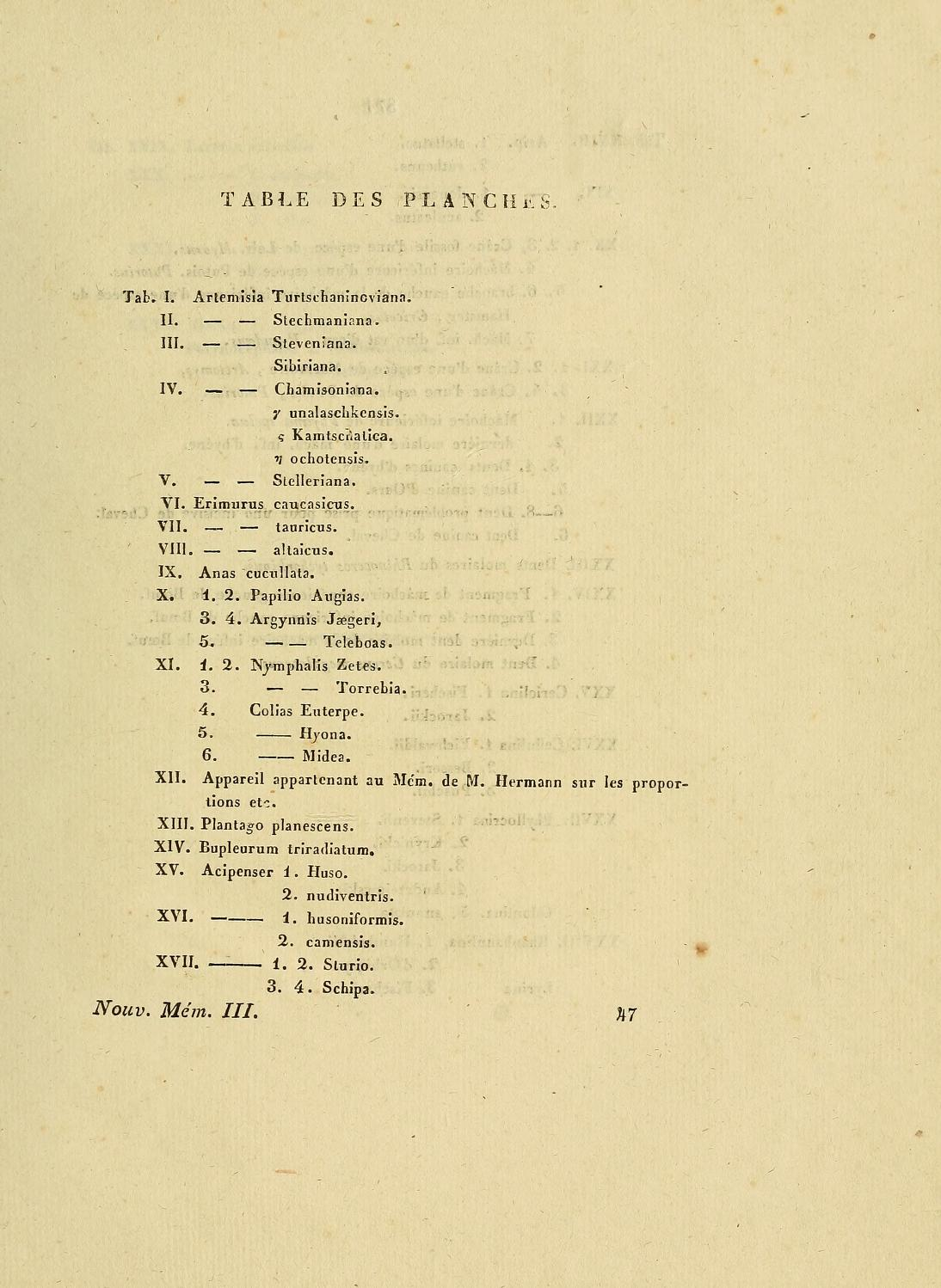